# Liste der Wappen im Landkreis Südliche Weinstraße
Diese Liste beinhaltet – geordnet nach der Verwaltungsgliederung – alle in der Wikipedia gelisteten Wappen des Landkreises Südliche Weinstraße in (Rheinland-Pfalz). In dieser Liste werden die Wappen mit dem Gemeindelink angezeigt.

## Landkreis Südliche Weinstraße

Landkreis Südliche Weinstraße[1]
Lage in Rheinland-Pfalz
Lage in Deutschland

### Verbandsgemeinde Annweiler am Trifels

Verbandsgemeinde Annweiler am Trifels[2]
Albersweiler[3]
Annweiler am Trifels[4]
Dernbach[5]
Eußerthal[6]
Gossersweiler-Stein[7]
Münchweiler am Klingbach[8]
Ramberg[9]
Rinnthal[10]
Silz[11]
Völkersweiler[12]
Waldhambach[13]
Waldrohrbach[14]
Wernersberg[15]

### Verbandsgemeinde Bad Bergzabern

Verbandsgemeinde Bad Bergzabern[16]
Bad Bergzabern[17]
Barbelroth[18]
Birkenhördt[19]
Böllenborn[20]
Dierbach[21]
Dörrenbach[22]
Gleiszellen-Gleishorbach[23]
Hergersweiler[24]
Kapellen-Drusweiler[25]
Kapsweyer[26]
Klingenmünster[27]
Niederhorbach[28]
Niederotterbach[29]
Oberhausen[30]
Oberotterbach[31]
Oberschlettenbach[32]
Pleisweiler-Oberhofen[33]
Schweigen-Rechtenbach[34]
Schweighofen[35]
Steinfeld[36]
Vorderweidenthal[37]

### Verbandsgemeinde Edenkoben

Verbandsgemeinde Edenkoben[38]
Altdorf[39]
Böbingen[40]
Burrweiler[41]
Edenkoben[42]
Edesheim[43]
Flemlingen[44]
Freimersheim[45]
Gleisweiler[46]
Gommersheim[47]
Großfischlingen[48]
Hainfeld[49]
Kleinfischlingen[50]
Rhodt unter Rietburg[51]
Roschbach[52]
Venningen
Weyher in der Pfalz[53]

### Verbandsgemeinde Herxheim

Verbandsgemeinde Herxheim[54]
Herxheim bei Landau/Pfalz[55]
Herxheimweyher[56]
Insheim[57]
Rohrbach[58]

### Verbandsgemeinde Landau-Land

Verbandsgemeinde Landau-Land[59]
Billigheim-Ingenheim[60]
Birkweiler[61]
Böchingen[62]
Eschbach[63]
Frankweiler[64]
Göcklingen[65]
Heuchelheim-Klingen[66]
Ilbesheim bei Landau in der Pfalz[67]
Impflingen[68]
Knöringen[69]
Leinsweiler[70]
Ranschbach[71]
Siebeldingen[72]
Walsheim[73]

### Verbandsgemeinde Maikammer

Verbandsgemeinde Maikammer[74]
Kirrweiler (Pfalz)[75]
Maikammer[76]
Sankt Martin[77]

### Verbandsgemeinde Offenbach an der Queich

Verbandsgemeinde Offenbach an der Queich[78]
Bornheim[79]
Essingen[80]
Hochstadt[81]
Offenbach an der Queich[82]

### Historische Wappen

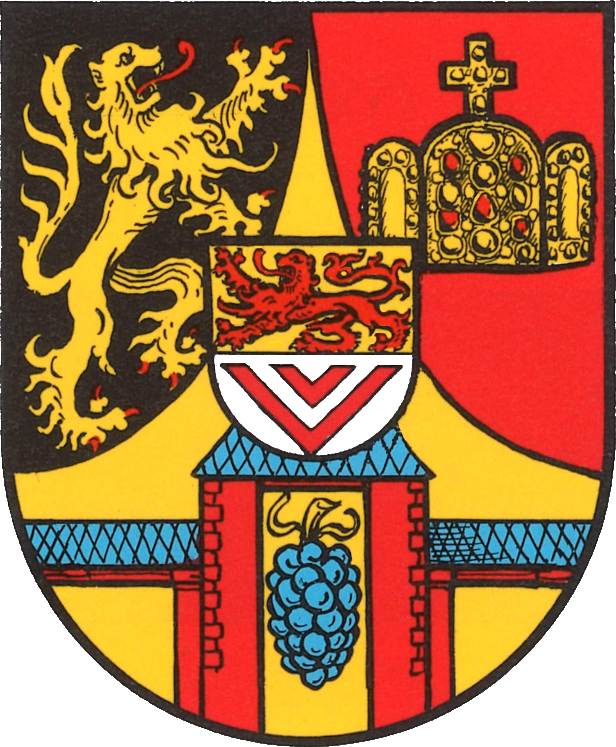
Landkreis Bad Bergzabern
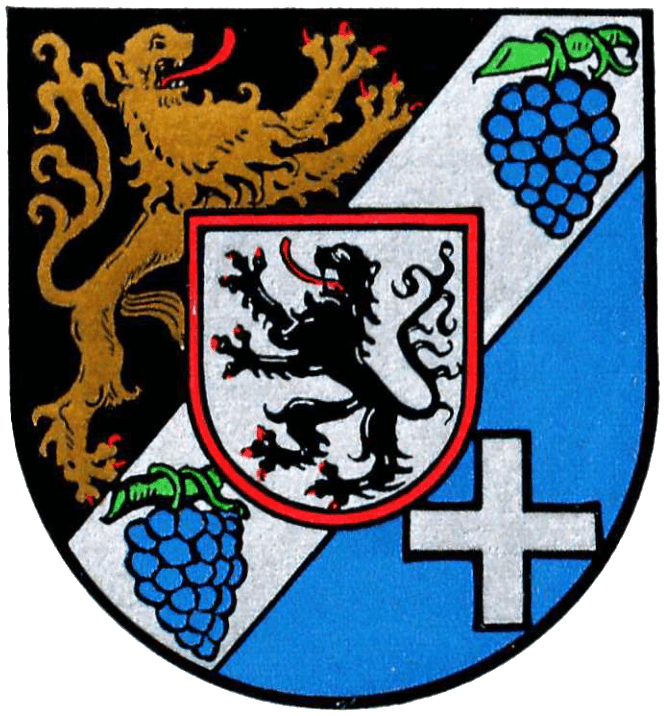
Landkreis Landau
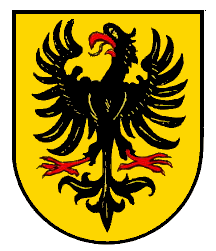
Annweiler am Trifels
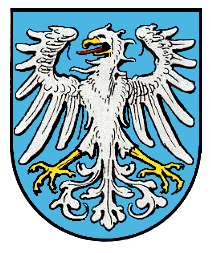
Annweiler am Trifels
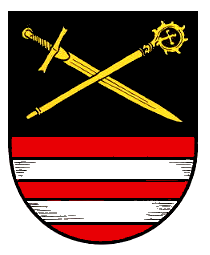
Appenhofen
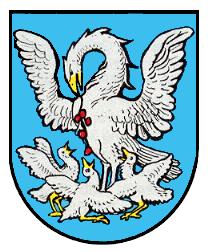
Billigheim
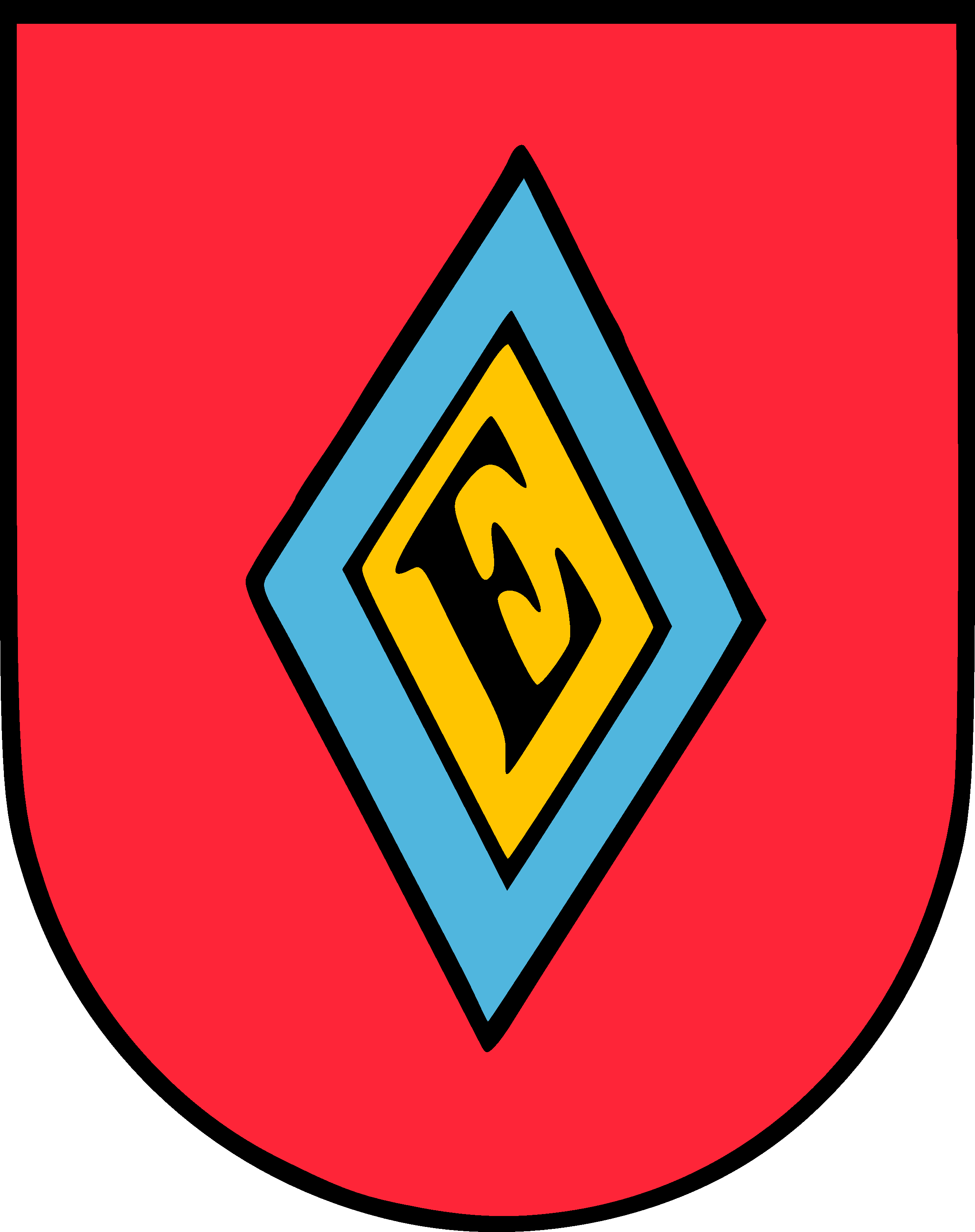
Edenkoben 19. Jh.–1908
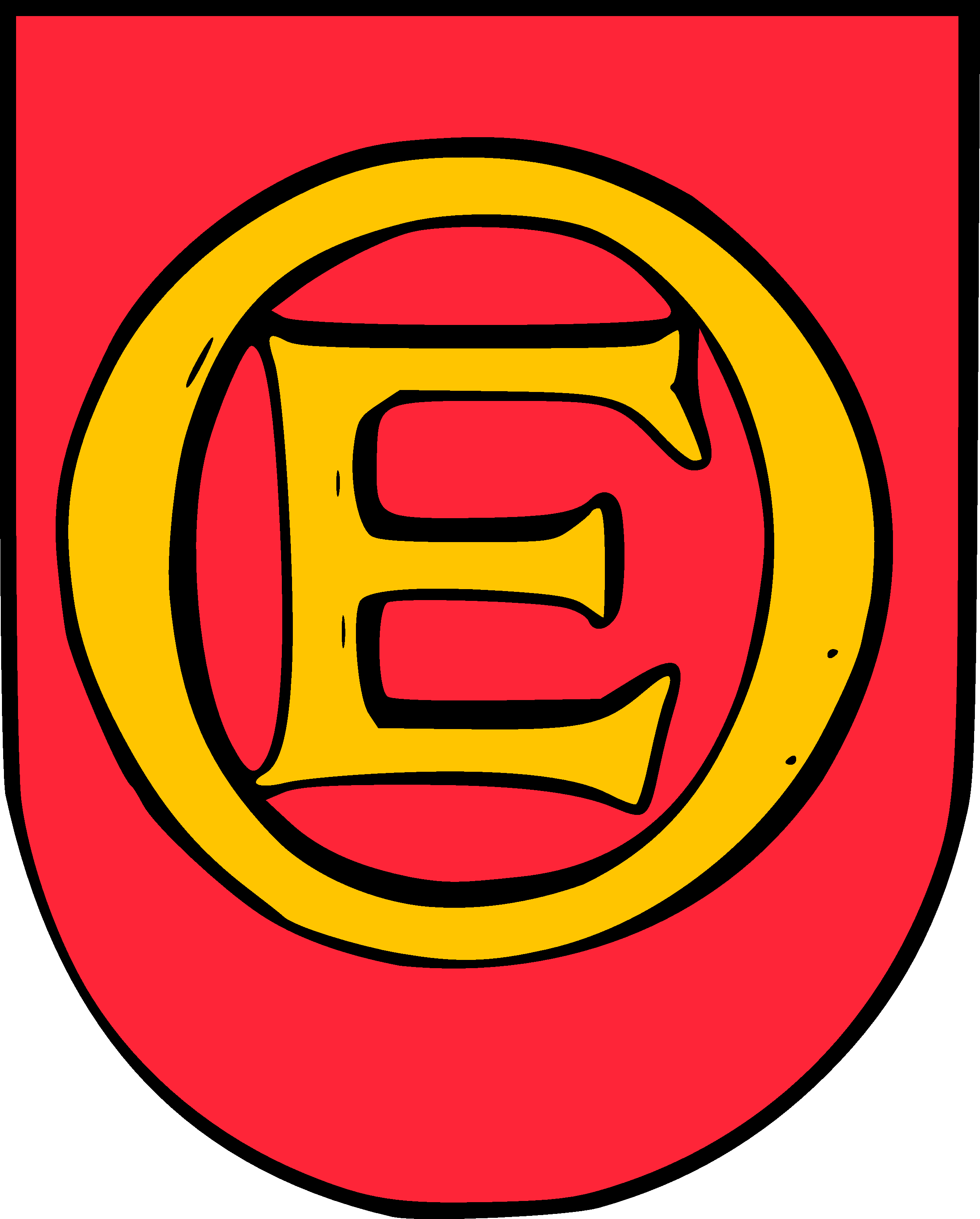
Edenkoben 1908–1938
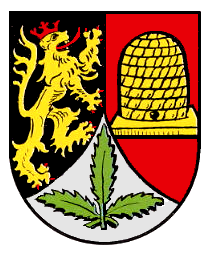
Gräfenhausen
Hayna[91]
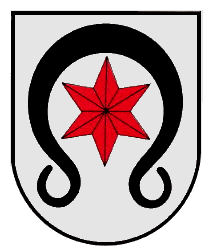
Heuchelheim
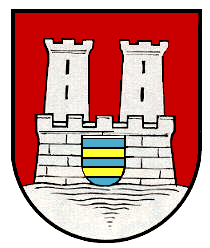
Ingenheim
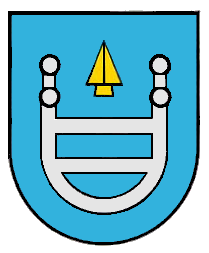
Klingen
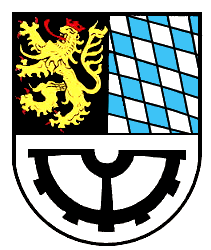
Mühlhofen
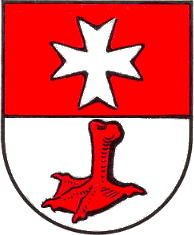
Niederhochstadt
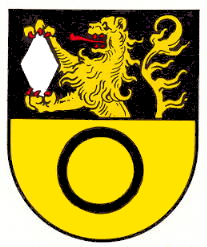
Oberhochstadt
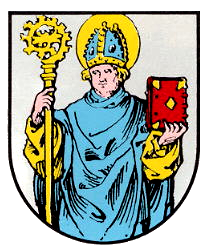
Queichhambach
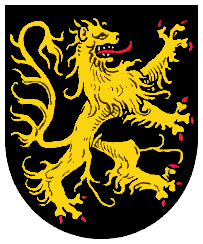
Ramberg
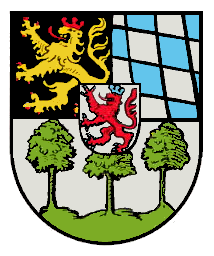
Rechtenbach
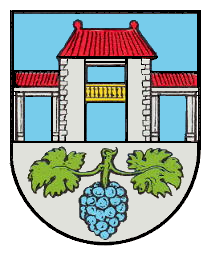
Schweigen
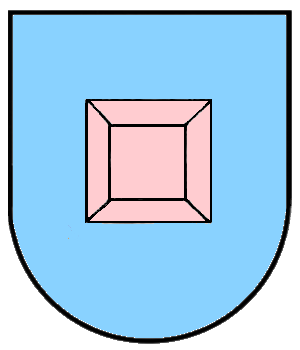
Steinfeld
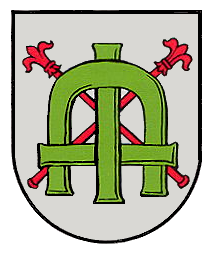
Venningen

## Blasonierungen
1. ↑  Landkreis Südliche Weinstraße: Durch einen silbernen Schräglinksbalken, überdeckt mit einem roten Herzschild, darin eine goldene Kaiserkrone, von Schwarz und Blau geteilt, oben ein linksgewendeter, rotbewehrter und -bezungter goldener Löwe, unten ein schwebendes gleichschenkliges silbernes Kreuz, beseitet von je einer goldbestielten goldenen Weintraube mit grünem Blatt.
2. ↑  Verbandsgemeinde Annweiler am Trifels: In silbernem Schildbord durch eine eingepfropfte goldene Spitze von Blau und Schwarz gespalten, oben rechts ein schräglinks gerichteter goldener Krummstab, belegt mit einem schwebenden silbernen Kreuz, oben links ein wachsender rotbewehrter, -bezungter und -bekrönter goldener Löwe, unten auf rotem Dreifels eine ebenfalls rote Burg.
3. ↑  Albersweiler: In geteiltem Schild oben in Schwarz ein wachsender linksgewendeter rotbewehrter und -bezungter goldener Löwe, unten von Silber und Blau gerautet.
4. ↑  Annweiler am Trifels: Von Gold und Schwarz gespalten, rechts eine wachsende rote Burg in Gestalt des Trifels mit schwarzen Fenstern, links eine blaugedeckte goldene Kirche in romanischen Formen mit blauen Fenstern und goldenen Turmkreuzen.
5. ↑  Dernbach: Von Silber und Grün gespalten, rechts ein auf rotem Schildfuß mit vier aufsteigenden roten Spitzen schreitender Löwe rotbewehrter und -bezungter, goldbekrönter roter Löwe, links ein silberner Schräglinkswellenbalken.
6. ↑  Eußerthal: In Blau auf goldenem Thron der heilige Bernhard mit goldener Albe und Nimbus, die Rechte zum Schwur erhoben, in der Linken einen goldenen Krummstab.
7. ↑  Gossersweiler-Stein: In Rot zwei übereinanderstehende schwebende angetatzte silberne Kreuze.
8. ↑  Münchweiler am Klingbach: Von Silber und Schwarz gespalten, rechts ein Mönch in schwarzem Ordenshabit, in der Rechten ein aufgeschlagenes rotes Buch, in der Linken einen goldenen Abtstab haltend, links über gesenktem silbernen Wellenbalken, darunter ein goldenes Eichenblatt, ein wachsender rotbewehrter und -bezungter goldener Löwe.
9. ↑  Ramberg: In Silber ein schwarzer Balken, belegt mit einem linksgewendeten blaubewehrten und -bezungten roten Löwen.
10. ↑  Rinnthal: In Silber ein stilisierter goldbewurzelter grüner Eichenbaum mit goldenen Eicheln.
11. ↑  Silz: In Schwarz ein schräglinks gelegter goldener Pfeil mit aufsteigender Spitze, begleitet oben rechts von einem schwebenden gleichschenkeligen silbernen Kreuz, unten links von einem silbernen Salzkristall in Rautenform.
12. ↑  Völkersweiler: Unter rotem Schildhaupt, darin zwei schwebende silberne Kreuze, auf grünem Dreiberg eine rote gotische Kirche mit oktogonaler Apsis, Querhaus und Turm mit goldenem Kreuz, mit silbernen Maßwerkfenstern, beseitet rechts von einem grünen Blatt, links von einer grünen Ähre.
13. ↑  Waldhambach: Durch einen von Grün und silber geteilten Schrägwellenbalken von Silber und Blau geteilt, oben links drei bewurzelte grüne Bäume, unten rechts ein schwebendes, gleicharmiges angetatztes silbernes Kreuz, darunter ein silberner Hirtenstab und eine silberne Kreuzeslanze schräggekreuzt.
14. ↑  Waldrohrbach: Durch einen silbernen Schrägwellenbalken von Blau und Grün geteilt, oben links unter einem schwebenden gleichschenkeligen angetatzten silbernen Kreuz eine silberne Lilie, unten rechts unter einer bewurzelten goldenen Tanne ein goldenes Schilfrohr.
15. ↑  Wernersberg: Von Rot und Blau durch eine steigende goldene Teilspitze gespalten, darin ein grünes Gemarkungszeichen in Form eines gestürzten Y mit durchgehendem senkrechten Schaft, oben links ein halber silberner Adler am Spalt, oben rechts ein silberner Pfahl.
16. ↑  Verbandsgemeinde Bad Bergzabern: In vierfach von Rot und Gold geteiltem Schildbord oben rechts in Gold ein mit dem Bart nach unten gekehrter roter Schlüssel, mit einer roten Kreuzeslanze schräggekreuzt, oben links in Schwarz ein rotgedecktes silbernes Schloss, unten rechts in Schwarz ein wachsender linksgewendeter rotbewehrter und -bezungter goldener Löwe, unten links in Silber ein grüner Schrägbalken, beseitet oben links von einem schräggestellten grünen Sesel, unten rechts von einem schräggestellten grünen Weinblatt.
17. ↑  Bad Bergzabern: Von Gold und Silber geteilt, oben ein schreitender blaubewehrter und -bezungter roter Löwe, unten ein gestürzter schwebender roter Zwillingssparren.
18. ↑  Barbelroth: In schräglinks geteiltem Schild oben rechts in Schwarz ein aufwärts schreitender, linksgewendeter, rotbewehrter, -bezungter und -bekrönter goldener Löwe, unten links von Silber und Blau gerautet.
19. ↑  Birkenhördt: Von Schwarz und Gold schräglinks geteilt, oben rechts ein aufwärts schreitender linksgewendeter rotbewehrter, -bezungter und -bekrönter goldener Löwe, unten links ein grüner Birkenzweig mit drei grünen Blättern.
20. ↑  Böllenborn: Von Schwarz und Rot gespalten, rechts eine silberne Weißpappel auf grünem Grund, beseitet von einer silbernen gemauerten Quelle und silbernem Quellenausfluss in grünem Grund, links ein aufgerichteter goldener Schlüssel.
21. ↑  Dierbach: Von Gold und Rot gespalten, in der unteren Schildhälfte belegt mit einem blauen Wellenbalken, rechts ein schreitender blaubewehrter und -bezungter roter Löwe, links eine aus dem Wellenbalken wachsende, brennende goldene Kerze.
22. ↑  Dörrenbach: Geteilt und oben gespalten, belegt mit einem silbernen Herzschild, darin ein rotbewehrter und -bezungter, goldbekrönter blauer Löwe, oben rechts in Schwarz ein rotbewehrter, -bezungter und -bekrönter goldener Löwe, oben links von Silber und Blau gerautet, unten in Silber ein grüner Laubbaum.
23. ↑  Gleiszellen-Gleishorbach: Von Rot und Silber geteilt, oben zwischen zwei sechsstrahligen silbernen Sternen ein sowohl einem S als auch einem G gleichendes goldenes Zeichen, unten drei blaue Blumen mit goldenen Butzen an grünem Stiel.
24. ↑  Hergersweiler: Durch eine Schräglinkswellenlinie geteilt, oben in Schwarz eine goldbestielte goldene Traube, unten von Silber und Blau gerautet, belegt mit einem aufgerichteten grünen Tabakblatt.
25. ↑  Kapellen-Drusweiler: Von Schwarz und Gold gespalten, rechts eine goldene Pflugschar, links ein schwarzes Sesel.
26. ↑  Kapsweyer: Geteilt und oben sechsfach von Grün und Silber geteilt, unten in Rot eine mit einem Tor mit geschlossenem silbernem Gatter versehene silberne Zinnenburg mit erhöhtem Mittelturm zwischen zwei niedrigen Zinnentürmen, dahinter je ein schräg nach außen gestellter goldener Abtstab.
27. ↑  Klingenmünster: In Gold ein schwarzes Gemarkungszeichen in Form einer aus einem Querstrich aufsteigenden und sich oben teilenden Leiste mit eingebogenen Enden, belegt mit einer roten Waage, darüber ein schwebendes rotes Tatzenkreuz.
28. ↑  Niederhorbach: In Blau auf silbernem Gewölk stehend ein Engel mit goldgesäumtem silbernem Gewand, mit goldenen Flügeln, eine goldene Harfe spielend.
29. ↑  Niederotterbach: Geteilt und oben gespalten, oben rechts in Schwarz ein rotbewehrter, -bezungter und -bekrönter Löwe, oben links von Silber und Blau gerautet, unten in Silber über silbernem Wasser auf grünem Boden ein roter Fischotter, einen blauen Fisch im Maul haltend.
30. ↑  Oberhausen: Von Silber und Schwarz gespalten, rechts ein mit einer Zinne und einem rot gedeckten Staffelgiebel versehenes blaues Turmhaus mit Uhr, links unter drei goldenen Kerzen mit roter Flamme 1:2 eine beblätterte goldene Traube.
31. ↑  Oberotterbach: Geteilt und oben gespalten, belegt mit einem silbernen Herzschild, darin ein rotbewehrter und -bezungter goldbekrönter blauer Löwe, oben rechts in Schwarz ein rotbewehrter, -bezungter und -bekrönter goldener Löwe, oben links von Silber und Blau gerautet, unten in Grün ein silberner Schrägwellenbalken, beseitet von je einer silbernen Kugel.
32. ↑  Oberschlettenbach: Durch eine Wellenlinie von Blau und Silber gespalten, rechts ein rotbewehrter silberner Adler, links über einer blauen Lillie mit goldenem Wirtel eine achteckige blaue Kapelle.
33. ↑  Pleisweiler-Oberhofen: In Schwarz ein goldener Engel mit goldenen Flügeln, goldener Gloriole und rotem Schulterriemen, rotem Kreuzstirnband und roter Lanze, damit einen auf dem Rücken liegenden rotbezungten grünen Drachen tötend.
34. ↑  Schweigen-Rechtenbach: Geteilt und unten gespalten, oben in Schwarz ein rotbedachtes goldenes Tor mit goldenem Steg, mit beiderseits anschließendem niedrigerem Anbau in gleicher Tinktur, darin drei schwarze Zugänge, unten rechts in Grün eine bestielte goldene Traube, unten links in Silber drei grüne Bäume auf nach links verschobenem grünem Dreiberg.
35. ↑  Schweighofen: In Rot unter einem schrägrechts liegenden goldenen Schlüssel mit oben abwärtsgekehrtem Bart und rautenförmigen Griff, unten eine anstoßenende silberne Zinnenmauer mit offenem rundbogigem Tor, darin ein goldenes Hufeisen mit abwärtsgekehrten Stollen.
36. ↑  Steinfeld: In Blau ein mit einem roten Schlüssel mit abwärts gekehrtem Bart belegter goldener Schrägbalken, beseitet oben links von einem quadratischen facettierten silbernen Stein, unten rechts von einem schwebenden gleichschenkligen silbernen Kreuz.
37. ↑  Vorderweidenthal: Geteilt und oben gespalten, oben rechts von Grün und Silber sechsfach geteilt, oben links in Blau ein rotbewehrter silberner Adler, unten in Silber ein wachsender grüner Weidenbaum.
38. ↑  Verbandsgemeinde Edenkoben: In sechzehnfach von Blau und Silber geteiltem Schildbord durch ein durchgehendes silbernes Kreuz von Blau und Rot geviert, oben rechts eine silberne Lilie, oben links ein mit den Stollen abwärtsgekehrtes silbernes Hufeisen, unten rechts ein silbernes Sesel mit goldenem Griff, unten links eine goldene Traube.
39. ↑  Altdorf: In geviertem Schild oben rechts in Rot eine zweitürmige gemauerte silberne Burg mit offenem Tor, belegt mit einem schrägrechts liegenden goldenen Abtstab, darüber schwebend eine dreizackige goldene Krone, oben links in Blau ein silberner Adler, unten rechts ein silbernes Schildhaupt über blauem Feld, unten links in Gold ein schwarzes Gemarkungszeichen in Form des Umrisses eines geteilten Halbrundschildes mit henkelförmigem Absatz am oberen Schildrand.
40. ↑  Böbingen: Von Rot und Gold gespalten, rechts eine vierfüßige goldene Bank, links ein roter Gänsefuß.
41. ↑  Burrweiler: In Blau eine silberne Lilie mit goldenem Wirtel.
42. ↑  Edenkoben: In gespaltenem Schild eine eingepfropfte rote Spitze, darin ein goldenes mit je vier Spitzen versehenes O, in dessen Höhlung ein goldenes Majuskel-E schwebt, oben rechts in Schwarz ein linksgewendeter, rotbewehrter, -bezungter und -bekrönter goldener Löwe, oben links von Silber und Blau gerautet.
43. ↑  Edesheim: In Rot der heilige Petrus, wachsend, in silbernem Gewand und blauem Mantel, mit goldener Gloriole, in der Rechten ein mit dem Bart nach oben gekehrter goldener Schlüssel, in der Linken ein rotes Buch mit goldenem Beschlag.
44. ↑  Flemlingen: Geteilt und oben gespalten, oben rechts in Rot ein silberner Adler, oben links in Blau ein silberner Pfahl, unten in Silber ein mit den Stollen abwärts gekehrtes blaues Hufeisen.
45. ↑  Freimersheim: In Silber aus begrastem grünem Boden wachsend drei dreiblätterige grüne Kleeblattstengel, von denen der rechte und der linke nach außen zur Seite gebogen sind.
46. ↑  Gleisweiler: In Silber unter einem mit den Stollen abwärts gekehrten schwarzen Hufeisen eine in dessen Höhlung hineinragende blaue Weintraube mit grünem Stiel.
47. ↑  Gommersheim: In Schwarz ein goldenes Hufeisen, dessen abwärts gekehrte Stollen mit einer goldenen Leiste verbunden sind.
48. ↑  Großfischlingen: Unter blauem Schildhaupt, darin ein durchgehendes silbernes Kreuz, in Silber drei sternförmig gekreuzte blaue Fische, deren oberster nach oben sieht, während die beiden anderen nach schräglinks und schrägrechts unten blicken.
49. ↑  Hainfeld: In Blau ein durchgehendes silbernes Kreuz, belegt mit einem schwarzen Gemarkungszeichen in Form eines mit dem oberen Arm nach oben verlängerten und nach rechts mit einem Widerhaken besetzten Kreuzes in einem Kreis, oben rechts bewinkelt von einer goldenen Traube.
50. ↑  Kleinfischlingen: In Grün ein rechtsgewendeter silberner Fisch.
51. ↑  Rhodt unter Rietburg: In Rot der heilige Georg in goldener Rüstung, auf einem rücklings auf dem Boden liegenden grünen Drachen stehend und ihn mit einer goldenen Lanze durchbohrend.
52. ↑  Roschbach: In Schwarz ein goldenes Gemarkungszeichen in Form eines stilisierten mit den Stollen abwärts gekehrten Hufeisens, aus dem ein Kreuz derart nach unten wächst, dass das Gemarkungszeichen die Form eines gestürzten Ankers annimmt.
53. ↑  Weyher in der Pfalz: Von Silber und Blau geteilt, oben eine bewurzelte grüne Linde, unten ein silbernes Gemarkungszeichen in Form zweier aufeinander gesteckter steigender Pfeilspitzen.
54. ↑  Verbandsgemeinde Herxheim: In von Silber und Blau vierfach geteiltem Schildbord von Blau und Gold geviert, oben rechts eine silberne Lilie, oben beseitet von zwei sechsstrahligen silbernen Sternen, oben links ein schwarzes Gemarkungszeichen in Form einer 8, deren oberer Kreis nicht ganz geschlossen ist, unten rechts ein schwarzer Ring, in dessen Mitte ein schwebender sechsstrahliger schwarzer Stern, unten rechts ein schrägrechts gelegter, am oberen Ende einwärts gekrümmter und mit einem Querstück versehener silberner Stab, kreuzweise belegt mit einem silbernen Fisch.
55. ↑  Herxheim bei Landau/Pfalz: Von Silber und Blau und geteilt, darin eine Lilie mit verwechselten Farben, oben beseitet von zwei sechsstrahligen goldenen Sternen.
56. ↑  Herxheimweyher: Von Blau und Blau gespalten, rechts am Spalt eine halbe silberne Lilie, links ein silberner Fisch.
57. ↑  Insheim: In Gold ein schwarzer Ring, in dessen Mitte ein schwebender sechsstrahliger schwarzer Stern.
58. ↑  Rohrbach: Unter schwarzem Schildhaupt in goldenem, an der linke Flanke mit drei schwarzen Spitzen besetzten Feld ein schwarzes Gemarkungszeichen in Form einer 8, deren oberer Kreis nicht ganz geschlossen ist.
59. ↑  Verbandsgemeinde Landau-Land: In von Silber und Grün geteiltem Schildbord unter blauem Schildhaupt, darin ein schwebendes silbernes Kreuz, beseitet rechts von einem silbernen Mühlrad, links von einer silbernen Kastanie mit zwei silbernen Blättern, durch Zinnenschnitt geteilt in Gold eine grüne Weintraube.
60. ↑  Billigheim-Ingenheim: Von Blau und Silber geviert, oben rechts ein silberner Pelikan mit goldenem Schnabel und goldenen Füßen, mit aus seiner Brust geschlagenen roten Blutstropfen seine silbernen Jungen zu seinen Füßen nährend, oben links über silbernem Wellenfuß eine rote Toranlage mit zwei Zinnentürmen, unten rechts ein schwarzes Mühlrad, unten links ein goldenes Schwert und ein goldener Krummstab, schräggekreuzt.
61. ↑  Birkweiler: In Gold ein doppelköpfiger rotbewehrter und -bezungter schwarzer Adler, je einen grünen Birkenzweig in den Fängen haltend.
62. ↑  Böchingen: Durch eine blaue Leiste von Grün und Gold geteilt, oben ein schreitender herschauender rotbewehrter und -bezungter silberner Löwe (Leopard), unten ein schwarzes Gemarkungszeichen in Form eines Kesselhakens.
63. ↑  Eschbach: In Grün drei silberne Schrägwellenbalken.
64. ↑  Frankweiler: In gespaltenem Schild rechts in Schwarz ein linksgewendeter, rotbewehrter, -bezungter und -bekrönter goldener Löwe, links von Silber und Blau gerautet.
65. ↑  Göcklingen: In Blau ein silbernes Halseisen.
66. ↑  Heuchelheim-Klingen: Unter blauem Schildhaupt, darin zwei schräggestellte beblätterte silberne Trauben, von Silber und Blau schräglinks geteilt, oben ein schwarzer Kesselhaken, in dessen Bogen ein schwebender sechsstrahliger roter Stern, unten ein silbernes Gemarkungszeichen in Form eines großen U, dessen Schenkel durch zwei Balken verbunden und am oberen Ende mit je zwei Kugeln besetzt sind, darüber eine schwebende spitze silberne Pflugschar.
67. ↑  Ilbesheim: In Schwarz aus grünem Dreiberg wachsend ein rotbewehrter und -bezungter goldener Löwe.
68. ↑  Impflingen: In Gold ein roter Ring, in dessen silbernem Innern ein schwebendes gerundetes schwarzes Tatzenkreuz.
69. ↑  Knöringen: In Rot zwei natürliche gereichte „treue“ Hände mit goldenen Ärmeln, dahinter in der Mitte eine schwarze Lanze mit goldener Kreuzspitze, beiderseits anstoßend.
70. ↑  Leinsweiler: In Blau ein halber rotbewehrter und -bezungter silberner Löwe.
71. ↑  Ranschbach: In Grün ein silberner Schrägwellenbalken, oben beseitet von einem sechsstrahligen silbernen Stern, unten von einer silbernen Lilie.
72. ↑  Siebeldingen: In Gold ein doppelköpfiger schwarzer Adler, darüber eine schwebende goldene Kaiserkrone.
73. ↑  Walsheim: Durch eine eingebogene goldene Spitze, darin ein schwebender blauer Ring, gespalten, rechts in Schwarz ein linksgewendeter rotbewehrter, -bezungter und -bekrönter goldener Löwe, links von Silber und Blau gerautet.
74. ↑  Verbandsgemeinde Maikammer: In von Silber und Blau achtfach geteiltem Schildbord in Silber ein blauer Pfahl, belegt mit einem silbernen Gemarkungszeichen in Form eines aufsteigenden Pfeils, dessen Schaft kreuzförmig endet, rechts ein blaues Kreuz, dessen Schaft oben hakenförmig linkshin umgebogen ist und links ein blaues Hufeisen mit abwärtsgekehrten Stollen.
75. ↑  Kirrweiler: In Silber ein schwarzes Kreuz, dessen Schaft nach oben linkshin hakenförmig umgebogen ist.
76. ↑  Maikammer: In Schwarz ein goldenes Gemarkungszeichen in Form eines steigenden Pfeils, dessen Schaft in einem Kreuz endet.
77. ↑  Sankt Martin: In Blau mit drei in das goldene Schildhaupt aufsteigenden Spitzen, in deren erster und dritter eine silberne Lilie mit goldenem Wirtel, ein goldbekleideter, silbernimbierter heiliger Martin auf rotbesäumtem silbernem Ross (Schimmel), einen roten Mantel mit einem silbernen Schwert teilend, in der Mitte des Schildfußes belegt mit einem silbernen Schild, darin ein schwarzes Hufeisen mit abwärtsgekehrten Stollen.
78. ↑  Verbandsgemeinde Offenbach an der Queich: In einem von Schwarz und Gold vierfach geteilten Schildbord in viergeteiltem Schild oben rechts in Gold ein schwebender schwarzer Pfahl, belegt mit einem schwarzen Ring, oben links in Blau ein mehrfach gewinkeltes silbernes Gemarkungszeichen, unten rechts in Rot ein achtspitziges silbernes Johanniterkreuz und unten links in Gold ein schwarzes Gemarkungszeichen in Form eines liegenden H.
79. ↑  Bornheim: In Rot ein silbernes Gemarkungszeichen in Form von zwei waagrechten dicken Balken, die in der Mitte durch einen schmäleren senkrechten Pfahl verbunden sind.
80. ↑  Essingen: In Schwarz ein mehrfach gewinkeltes goldenes Gemarkungszeichen.
81. ↑  Hochstadt: Von Gold und Rot geteilt, oben ein schwebender schwarzer Ring, unten ein schwebendes achtspitziges silbernes Johanniterkreuz.
82. ↑  Offenbach an der Queich: In Rot ein schwebender silberner Pfahl, belegt mit einem goldenen Ring.
83. ↑  Landkreis Bad Bergzabern: Durch eine geschweifte goldene Spitze, darin ein offener blaubedachter roter Torbau, in dessen Mitteltor eine grünbestielte blaue Weintraube, von Schwarz und Rot gespalten, oben rechts ein linksgewendeter rotbewehrter und -bezungter goldener Löwe, links eine mit roten Steinen besetzte goldene Kaiserkrone, belegt mit einem von Gold und Silber geteilten Mittelschild, darin oben ein schreitender rotbewehrter und -bezungter roter Löwe, unten ein gestürzter roter Doppelsparren.
84. ↑  Landkreis Landau: Durch einen silbernen Schräglinksbalken, darin oben und unten je eine grünbestielte blaue Weintraube, von Schwarz und Blau geteilt, oben rechts ein linksgewendeter rotbewehrter und -bezungter goldener Löwe, unten links ein schwebendes gleicharmiges silbernes Kreuz, belegt mit einem rotbordierten silbernen Mittelschild, darin ein rotbewehrter und -bezungter schwarzer Löwe.
85. ↑  Annweiler am Trifels vor 1841: In Gold ein rotbewehrter, schwarzbezungter schwarzer Adler.
86. ↑  Annweiler am Trifels 1841–1950: In Blau ein goldbewehrter, rotbezungter silberner Adler.
87. ↑  Appenhofen: Von Schwarz und Rot geteilt, oben ein goldenes Ritterschwert, schräggekreuzt mit einem goldenen Abtstab, unten zwei silberne Balken.
88. ↑  Billigheim: In Blau ein silberner Pelikan mit goldenem Schnabel und goldenen Füßen, mit aus seiner Brust geschlagenen roten Blutstropfen seine silberne Jungen zu seinen Füßen nährend.
89. ↑  Edenkoben 1908–1938: In Rot in einem goldenen Großbuchstaben O ein schwebender goldener Großbuchstabe E.
90. ↑  Gräfenhausen: Von Schwarz und Rot durch eine eingebogene silberne Spitze gespalten, darin drei grüne Edelkastanienblätter, schrägrechts, aufrecht und schräglinks gestellt, oben rechts ein linksgewendeter, rotbewehrter, -bezungter und -bekrönter goldener Löwe, links ein goldener Bienenkorb.
91. ↑  Hayna: In Blau zwei schräggekreuzte, oben einwärts gekrümmte und mit einem Querstück versehene goldene Stäbe, bewinkelt von vier sechsstrahligen silbernen Sternen.
92. ↑  Heuchelheim: In Silber ein schwarzer Kesselhaken, in dessen Bogen ein schwebender sechsstrahliger roter Stern.
93. ↑  Ingenheim: Über silbernem Wellenschildfuß in Rot eine gewachsene zweitürmige gemauerte silberne Zinnenburg, belegt mit einem vierfach von Blau und Gold geteilten Schild.
94. ↑  Klingen: In Blau ein silbernes Gemarkungszeichen in Form eines großen U, dessen Schenkel durch zwei Balken, darüber eine schwebende spitze goldene Pflugschar, verbunden und am oberen Ende mit je zwei Kugeln besetzt sind.
95. ↑  Mühlhofen: In geteiltem und oben gespaltenem Schild oben rechts in Schwarz ein rotbewehrter, -bezungter und -bekrönter goldener Löwe, oben links von Silber und Blau gerautet, unten in Silber die untere Hälfte eines geteilten schwarzen Mühlrades.
96. ↑  Niederhochstadt: Von Rot und Silber geteilt, oben ein schwebendes achtspitziges silbernes Johanniterkreuz, unten ein roter Gänsefuß.
97. ↑  Oberhochstadt: Von Schwarz und Gold geteilt, oben ein wachsender rotbewehrter und -bezungter goldener Löwe, eine silberne Raute haltend, unten ein schwarzer Ring.
98. ↑  Queichhambach: In Silber der heilige Pirmin wachsend, goldnimbiert, in blauem Ornat, mit goldbesetzter blauer Mitra, in der Rechten einen goldenen Krummstab, in der Linken ein rotes Buch mit goldenen Beschlägen haltend.
99. ↑  Ramberg – Altes Wappen: In Schwarz ein linksgewendeter rotbewehrter und -bezungter goldener Löwe.
100. ↑  Rechtenbach: Geteilt und oben gespalten, belegt mit einem silbernen Herzschild, darin ein blaubewehrter und -bekrönter rotbezungter roter Löwe, oben rechts in Schwarz ein rotbewehrter, -bezungter und -bekrönter goldener Löwe, oben links von Silber und Blau gerautet, unten in Silber auf grünem Dreiberg drei grüne Berge.
101. ↑  Schweigen: Von Blau und Silber geteilt, oben ein rotbedachtes silbernes Tor mit goldenem Steg, mit einem beidseits anschließenden, niedrigeren rotbedachten silbernen Anbau, unten eine grünbestielte und -beblätterte blaue Traube.
102. ↑  Steinfeld: In Blau ein quadratischer facettierter rötlicher Stein.
103. ↑  Venningen: In Silber zwei schräggekreuzte rote Clevenstäbe (Lilienstäbe), belegt mit einem grünen Gemarkungszeichen in Form eines stilisierten Hufeisens mit abgekehrten Stollen, am unteren Ende belegt mit einem schwebenden Balken, dieses belegt mit einem von dem Bogen des Hufeisens überdeckten schwebenden Pfahl.